# الطاقة المتجددة في آيسلندا

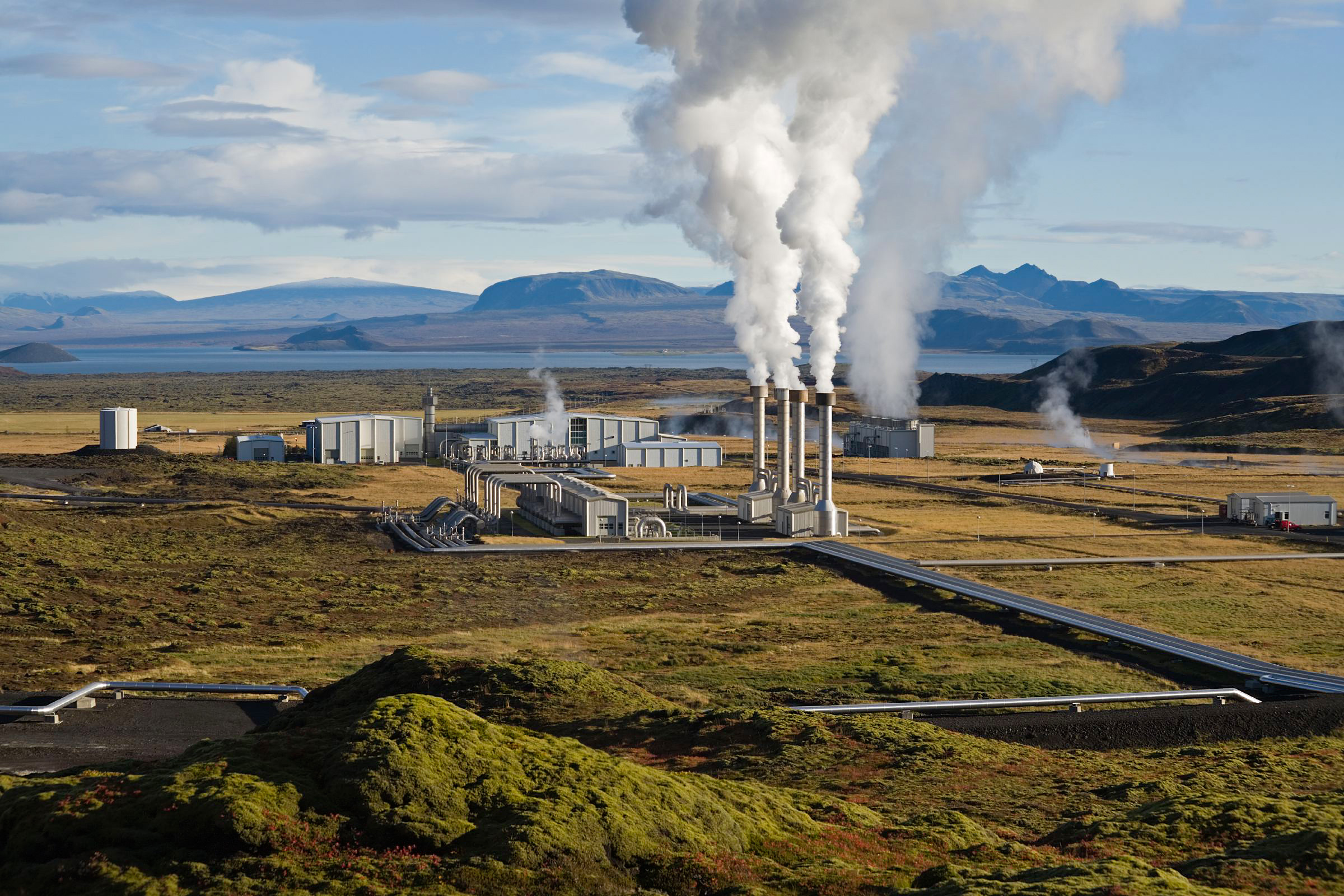
محطة نيسجافير لإنتاج الطاقة الحرارية الأرضية

حوالي 85٪ من إجمالي إمدادات الطاقة الأولية في أيسلندا مُستمدة من مصادر الطاقة المتجددة المُنتجة محليا. تعد هذه النسبة أعلى حصة من الطاقة المتجددة في أي ميزانية وطنية إجمالية مخصصة لقطاع الطاقة. وفرت الطاقة الحرارية الأرضية حوالي 65٪ من الطاقة الأولية في عام 2016، فيما بلغت حصة الطاقة الكهرومائية 20٪ وحصة الوقود الأحفوري (المنتجات النفطية المستخدمة في قطاع النقل بالأساس) 15٪.
في عام 2015، بلغ إجمالي استهلاك الكهرباء في أيسلندا 18,798 جيغاواط ساعة. وفرت الطاقة المتجددة حوالي 100٪ من الإنتاج، مع حوالي 73٪ من الطاقة الكهرومائية و 27٪ من الطاقة الحرارية الأرضية. تعود ملكية معظم محطات الطاقة الكهرمائية إلى شركة لاندسفيركن (الشركة الوطنية للطاقة) والتي تعد المورد الرئيسي للكهرباء في أيسلندا.
الاستخدام الرئيسي للطاقة الحرارية الأرضية هو للتدفئة، حيث يتم توزيع الحرارة على المباني من خلال أنظمة التدفئة المركزية الواسعة. يتم تسخين حوالي 85٪ من جميع المنازل في أيسلندا من خلال الطاقة الحرارية الأرضية.
أيسلندا هي أكبر منتج للطاقة الخضراء للفرد في العالم وأكبر منتج للكهرباء للفرد، بحوالي 55,000 كيلوواط ساعة للشخص الواحد في السنة. على سبيل المقارنة، لا يتجاوز متوسط الاتحاد الأوروبي 6,000 كيلوواط ساعة. تُستهلك معظم هذه الكهرباء في القطاعات الصناعية ذات الاستهلاك الكبير للطاقة، مثل قطاع إنتاج الألمنيوم الذي تطور في أيسلندا بفضل انخفاض تكلفة الكهرباء.

## مصادر الطاقة

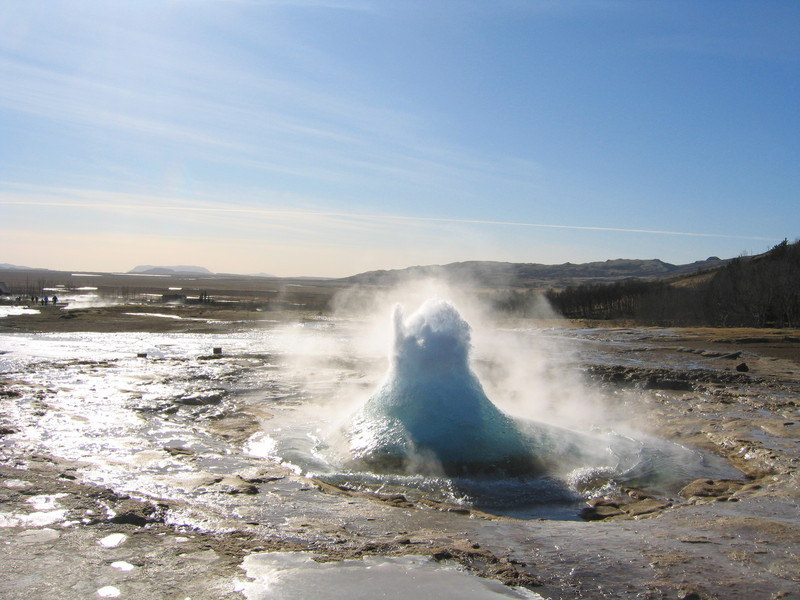
السخان ستروكر. تقع أيسلندا على سفح منتصف المحيط الأطلسي، وهي واحدة من أكثر المناطق نشاطا جيولوجيا على الأرض.